# Antivaleria aurata
Antivaleria aurata är en fjärilsart som beskrevs av Felix Bryk 1942. Antivaleria aurata ingår i släktet Antivaleria och familjen nattflyn. Inga underarter finns listade i Catalogue of Life.